# ロンドン行き最終列車
「ロンドン行き最終列車」 (Last Train to London) は、エレクトリック・ライト・オーケストラが1979年に発表した楽曲。アルバム『ディスカバリー』に収録されている。

## 概要
「コンフュージョン」と両A面でシングルリリースされた。
列車の走行音を意識したようなリズム、発車の合図音を意識したようなイントロが特徴。
| 「 | この曲を聴くと、レコードの録音のためにロンドンのスタジオとバーミンガムの自宅とを電車で行き来していたあの頃を思い出すんだ。（ジェフ・リン） | 」 |

## その他
- 曲中に「Last train to London」という実録音の駅構内アナウンスが挿入されている。
- ヒット曲であり、人気のある曲ではあるが、ベスト盤『All Over the World: The Very Best of Electric Light Orchestra』[注 1]や『The Very Best of The Electric Light Orchestra』、及び後者と同時期に発売されたアンソロジー『Afterglow』[注 2]には収録されず、また、近年のジェフのライヴでは一切演奏されないなど、冷淡な扱いであったが、2017年の英国ツアーでは久々に演奏されている。また、メンバーのケリー・グロウカットは、「大ヒットになったのはアルゼンチンでだけで、他の国にとってはアルバムの一曲に過ぎない。だからアルゼンチンで11週間以上もチャートに居座ったと聞いて驚いたよ。」と発言している。